# Potere Operaio

Scritta sul muro di uno slogan di Potere operaio

Potere Operaio è stato un gruppo della sinistra extraparlamentare italiana attivo fra il 1967 e il 1973.
La classe operaia, compagni all'attacco,

Stato e padroni non la possono fermar,

niente operai curvi più a lavorare

ma tutti uniti siamo pronti a lottare.

No al lavoro salariato,

unità di tutti gli operai

Il comunismo è il nostro programma,

con il Partito conquistiamo il potere.
Stato e padroni, fate attenzione,

nasce il Partito dell'insurrezione,

Potere Operaio e rivoluzione,

bandiere rosse e comunismo sarà.
Nessuno o tutti, o tutto o niente,

e solo insieme che dobbiamo lottare,

o i fucili o le catene,

questa è la scelta che ci resta da fare.

Compagni, avanti, per il Partito,

contro lo Stato lotta armata sarà;

con la conquista di tutto il potere

la dittatura operaia verrà.
Stato e padroni, fate attenzione,

nasce il Partito dell'insurrezione,

Potere Operaio e rivoluzione,

bandiere rosse e comunismo sarà.
I proletari son pronti alla lotta,

fame o lavoro non vogliono più,

non c'è da perdere che le catene

e c'è un intero mondo da guadagnare.

Via dalle linee, prendiamo il fucile,

forza compagni, alla guerra civile!

Agnelli, Pirelli, Restivo, Colombo,

non più parole, ma piogge di piombo!
Stato e padroni, fate attenzione,

nasce il Partito dell'insurrezione,

Potere Operaio e rivoluzione,

bandiere rosse e comunismo sarà.
Stato e padroni, fate attenzione,

nasce il Partito dell'insurrezione,

viva il Partito, rivoluzione,

bandiere rosse e comunismo sarà!

 Sulle note della Varšavjanka

## Storia

### Origini
Il gruppo politico trasse origine dal nucleo redazionale della rivista La Classe (già parte della redazione di Classe operaia). Potere Operaio si propose l'obiettivo di distinguersi per una analisi teorico-politica volta all'esplicitazione della cosiddetta "linea di massa" collegandosi alle lotte operaie in funzione della costruzione di una organizzazione autonoma dai partiti di sinistra della classe operaia.
La Classe, dalla seconda metà dello stesso anno, rinominata Potere Operaio divenne l'organo dell'omonima organizzazione fondata quello stesso anno da Negri, Scalzone, Piperno e di cui Negri fu il teorico e lo stratega. Direttore della rivista fu, fino al suo arresto nel novembre 1969 (con successiva per apologia di reato e istigazione a delinquere), Francesco Tolin sostituito per un breve periodo da Letizia Paolozzi e poi, fino allo scioglimento di Potere Operaio nel giugno del 1973, Emilio Vesce. Collaboratori furono: i veneto-emiliani Negri, Guido Bianchini (il più giovane partigiano d'Italia), oltre che Emilio Vesce; militanti della Lombardia con Giairo Daghini (la cui casa in via Sirtori a Milano sarà la redazione della rivista), Sergio Bologna (per un decennio professore alla facoltà patavina di Scienze politiche), Ferruccio Gambino; parte del movimento studentesco di Roma con Piperno, Scalzone.
Nel settembre 1969, in seguito alla scissione in seno al Movimento operai-studenti di Torino, vi confluì il gruppo Potere operaio di Venezia attivo nel nord-est e in Emilia sin dal 1967 (il "Potere Operaio veneto-emiliano", distinto dal "Potere Operaio pisano" che invece faceva capo a Adriano Sofri da cui sarebbe nato poi il gruppo Lotta Continua).
Il gruppo ebbe un periodico (settimanale fino al 1971, per un brevissimo periodo quindicinale poi e mensile) legato al movimento e dal nome omonimo, che uscì per alcuni anni. Dopo la trasformazione in mensile si iniziò a pubblicare un foglio settimanale chiamato "Potere Operaio del Lunedì".

### Impostazione teorica
Potere Operaio (abbreviato con la sigla Pot.Op.) è stato il gruppo della sinistra extraparlamentare più rappresentativo dell'operaismo, la corrente marxista che faceva capo in particolare a Mario Tronti (tra i fondatori di "Classe Operaia") che negli anni 1960 aveva proposto una innovativa lettura de Il Capitale nel suo testo più rappresentativo di quegli anni, Operai e Capitale. Potere Operaio fece proprie le tesi trontiane della lotta di classe interamente strutturata intorno al conflitto del mondo della fabbrica dell'operaio massa, soggetto operaio tipico del fordismo che in Italia andava manifestandosi appieno solo nel decennio del boom economico, surclassando quel mondo industriale caratterizzato dall'operaio professionale che era stato bacino elettorale e soggetto sociale di riferimento del PCI.
L'operaio massa, descritto da Tronti come "rude razza pagana senza ideali, senza fede e senza morale", era un soggetto slegato dal concetto di controllo dei mezzi di produzione proprio della tradizione comunista del movimento operaio, soggetto allo sfruttamento capitalistico e all'alienazione della catena di montaggio, spesso nel caso italiano emigrato e quindi straniero e senza radici affettive e culturali. Questo nuovo soggetto sarebbe stato in grado, con la sua conflittualità intrinseca verso l'organizzazione del lavoro capitalistico, di destrutturare l'impalcatura immobilistica della rappresentanza sindacale e del riformismo dei partiti della sinistra portando all'interno della fabbrica (e fuori) una lotta radicale e spontanea che, una volta indirizzata politicamente, avrebbe configurato l'inizio di un processo rivoluzionario.
Questo processo di autorganizzazione e di "spontaneismo" delle lotte prefigurava il concetto chiave di "autonomia operaia" (da cui nascerà successivamente l'omonima soggettività politica), che insieme alla formula del "rifiuto del lavoro" costituiva l'impalcatura fondamentale dell'azione politica di Pot.Op. Sulla base di questo indirizzo gli slogan più utilizzati da Potere Operaio in relazione alle lotte operaie erano appunto legati alla questione del salario e al lavoro in termini di tempo e nocività: "Più soldi, meno lavoro" e "lavorare meno, lavorare tutti".
Il centralismo operaio e del mondo della fabbrica nel contesto metropolitano nell'azione politica di Pot.Op. è stato l'elemento distintivo del gruppo (insieme a Lotta Continua che, seppur con differenze, condivideva questa impostazione) dal resto della sinistra extraparlamentare, orientata da un lato ad impostazioni estreme-ortodosse del marxismo-leninismo, dall'altro all'influenza dei movimenti rivoluzionari internazionali, dal terzomondismo di ispirazione guevarista al maoismo "contadino" e alla rivoluzione culturale.

### "Lavoro Illegale"

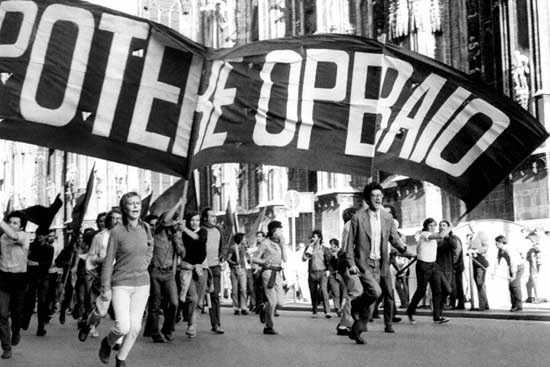
Milano: manifestazione di Potere Operaio a fianco del Duomo (Fotografia realizzata da Tonino Conti)

Potere Operaio disponeva, dal 1971 (dopo il convegno di Roma dell'autunno di quell'anno) di una struttura denominata Lavoro Illegale, segreta e armata, di cui era leader Valerio Morucci sotto la responsabilità politica però di Oreste Scalzone. La struttura era nata grazie alla spinta di una parte del gruppo che spingeva verso un progressivo innalzamento del livello dello scontro, soprattutto dopo l'esperienza degli scontri di piazza dell'autunno caldo (in particolare quelli di Torino in Corso Traiano) e successivi.
L'idea che prima o poi si sarebbe dovuto mettere in conto un lavoro "armato" convinse i vertici di Pot.Op. (con il placet decisivo di Toni Negri) ad autorizzare la creazione di una struttura che si occupasse del "lavoro sporco". L.I. si interessava di tutti gli aspetti illegali delle lotte, gestiva la circolazione delle armi, preparava l'armamentario dei servizi d'ordine per gli scontri in piazza. Nel Nord Italia, in particolare nella zona comasca si stabilì un legame tra L.I. e i GAP, sulla base di rapporti già esistenti tra militanti di Pot.Op e Giangiacomo Feltrinelli. L'"arruolamento" in L.I. avveniva per chiamata dai membri interni, non esistevano quindi procedure per l'ammissione volontaria, seppur fossero molte le domande dei militanti per entrare nella struttura.
Nell'aprile 1973 alcuni aderenti al movimento scartati dal reclutamento in L.I. attuarono un attentato incendiario dimostrativo (più per i vertici della struttura illegale del gruppo che per i destinatari dell'attentato) contro la casa di Mario Mattei, segretario della sezione del Movimento Sociale Italiano nel quartiere di Primavalle a Roma. A causa del divampare delle fiamme in seguito all'incendio del portone, Mattei rimase ferito ma i due figli, Stefano e Virgilio, morirono nell'incendio. L'episodio è noto come Rogo di Primavalle.

In seguito al fatto dentro Pot.Op. iniziò un lavoro di indagine interna per scoprire se i tre aderenti che nell'ambiente venivano considerati gli autori fossero davvero i responsabili dell'attentato. I tre, che vennero successivamente indagati formalmente dalla magistratura, professarono la loro innocenza (ma Clavo ammise invece la propria colpevolezza durante un duro "interrogatorio" condotto da Valerio Morucci con armi alla mano) e divennero un simbolo del movimento extraparlamentare in quanto considerati innocenti e vittime di una repressione arbitraria dello Stato. Pot.Op. diede così il via ad una campagna di "controinformazione" (o piuttosto di disinformazione) dove si sosteneva che ad appiccare l'incendio alla porta di casa Mattei fossero stati dei militanti del Movimento Sociale e quindi che sarebbe stato opportuno indagare su un possibile regolamento di conti interno all'area neofascista.

Quando ad alcuni dei vertici di Pot.Op. fu chiaro che in realtà gli autori dell'attentato erano realmente i tre indagati del gruppo, si dovette affrontare il problema di una struttura illegale ingestibile che poteva mettere a repentaglio la stessa struttura politica dell'organizzazione. Questo punto, rappresentato dal solo sospetto che potessero essere stati i tre militanti (sussisteva ancora nella base del gruppo la convinzione della loro innocenza), costituì uno degli elementi che portarono quello stesso anno allo scioglimento di Potere Operaio.

### Scissione e diaspora
Nel giugno 1973 in seguito a contrasti tra Toni Negri e Franco Piperno, due dei maggiori leader, l'area padovana vicina a Negri si scisse da quella romana, dopo il cosiddetto "convegno di Rosolina": ciò decretò lo scioglimento di Potere Operaio.
Parte dell'esperienza di Potere Operaio venne raccolta dalla nascente Autonomia Operaia, mentre alcuni fondarono i "Collettivi politici veneti per il potere operaio". Il giornale Potere Operaio, che dal 1972 si chiamava Potere operaio del lunedì, continuò tuttavia ad uscire fino al 1975 quando i vari spezzoni dell'organizzazione decisero di confluire anche loro nell'area dell'Autonomia Operaia.
Nell'area di Porto Marghera  rimase attiva l'Assemblea Autonoma, che tra 1973 e il 1974 si esprimeva con un  bollettino ciclostilato, divenuto nel 1975 la rivista LAVORO ZERO, con Augusto Fenzi direttore, che uscì con due numeri unici nel luglio e dicembre 1975, diventando dal febbraio dell'anno successivo fino a maggio "giornale comunista del Veneto"  .

## Dirigenti, membri e simpatizzanti conosciuti
- Segretario Nazionale di "Potere Operaio" fu Franco Piperno.

Il gruppo dirigente era costituito da:
- Sergio Bologna
- Toni Negri
- Lanfranco Pace
- Oreste Scalzone
- Mario Dalmaviva

- Tra i membri più famosi:

| - Ritanna Armeni - Francesco "Cecco" Bellosi - Franco "Bifo" Berardi - Michele Boldrin - Massimo Cacciari - Andrea Colombo - Adriana Faranda - Fiorella Farinelli - Alberto Magnaghi - Giambattista Marongiu - Paolo Mieli | - Valerio Morucci - Francesco "Pancho" Pardi - Gaetano Pecorella - Diana Perrone - Gianni Sbrogiò - Italo Sbrogiò - Enzo Traverso - Emilio Vesce - Paolo Virno |

### Sitologia
- (EN) Biografia, bibliografia, articoli, letture, foto, video, citazioni, collegamenti, su egs.edu, egs.edu, sito della European Graduate School. URL consultato il 2 maggio 2013 (archiviato dall'url originale il 25 novembre 2010).